# UGT2A1
UDP glukuronoziltransferaza 2 familija, polipeptid B1, takođe poznata kao UGT2B1, je enzim koji je kod ljudi kodiran genom UGT2B1.

## Funkcija
Olfaktorni neuroepitel, koji oblaže zadnji deo nosne šupljine, izložen je širokom spektru mirisa i toksičnih jedinjenja u vazduhu. Odoranti, koji su uglavnom mali lipofilni molekuli, ulaze u tok sluzi i dospevaju do receptora mirisa na senzornim neuronima. Osećaj mirisa je generalno prolazan proces, koji zahteva efikasan završetak signala, koji se može obezbediti biotransformacijom mirisa u ćelijama koje podržavaju epitel. Smatra se da enzimi koji metabolišu ksenobiotike u olfaktornom epitelu katalizuju inaktivaciju i olakšavaju eliminaciju mirisa. Nedavno je utvrđeno da UGT2A1 i UGT2A2 imaju ulogu u gubitku osećaja mirisa povezanom sa COVID-19.

## Literatura
- Iida A, Saito S, Sekine A,  . (2002). „Catalog of 86 single-nucleotide polymorphisms (SNPs) in three uridine diphosphate glycosyltransferase genes: UGT2A1, UGT2B15, and UGT8.”. J. Hum. Genet. 47 (10): 505—10. PMID 12376738. doi:10.1007/s100380200075 .
- Tukey RH, Strassburg CP (2001). „Genetic multiplicity of the human UDP-glucuronosyltransferases and regulation in the gastrointestinal tract.”. Mol. Pharmacol. 59 (3): 405—14. PMID 11179432. S2CID 21500183. doi:10.1124/mol.59.3.405.
- Strassburg CP, Kneip S, Topp J,  . (2000). „Polymorphic gene regulation and interindividual variation of UDP-glucuronosyltransferase activity in human small intestine.”. J. Biol. Chem. 275 (46): 36164—71. PMID 10748067. doi:10.1074/jbc.M002180200 .
- Heydel J, Leclerc S, Bernard P,  . (2001). „Rat olfactory bulb and epithelium UDP-glucuronosyltransferase 2A1 (UGT2A1) expression: in situ mRNA localization and quantitative analysis.”. Brain Res. Mol. Brain Res. 90 (1): 83—92. PMID 11376859. doi:10.1016/S0169-328X(01)00080-8.
- Saito A, Kawamoto M, Kamatani N (2009). „Association study between single-nucleotide polymorphisms in 199 drug-related genes and commonly measured quantitative traits of 752 healthy Japanese subjects.”. J. Hum. Genet. 54 (6): 317—23. PMID 19343046. doi:10.1038/jhg.2009.31 .
- Ross CJ, Katzov-Eckert H, Dubé MP,  . (2009). „Genetic variants in TPMT and COMT are associated with hearing loss in children receiving cisplatin chemotherapy.”. Nat. Genet. 41 (12): 1345—9. PMID 19898482. S2CID 21293339. doi:10.1038/ng.478.
- Mackenzie PI, Bock KW, Burchell B,  . (2005). „Nomenclature update for the mammalian UDP glycosyltransferase (UGT) gene superfamily.”. Pharmacogenet. Genomics. 15 (10): 677—85. PMID 16141793. doi:10.1097/01.fpc.0000173483.13689.56.